# Parti de la Nouvelle République
Le Parti de la Nouvelle République (New Republic Party en anglais ou Nuwe Republiekparty en afrikaans- NRP) est un parti politique d'Afrique du Sud fondé en 1977. Issu de la fusion du parti uni de Sir de Villiers Graaff et du parti démocratique de Theo Gerdener, le NRP est un parti centriste d'opposition à l'apartheid. Concurrencé par le parti progressiste fédéral, il n'arrive pas à garder l'électorat de l'ancien parti uni, dont une partie se rallie aussi au parti national devenu réformiste. 

## Origines
En 1977, à bout de souffle et concurrencé sur sa gauche et sur sa droite, Sir de Villiers Graaf constate l'échec du Parti uni à se constituer comme une alternative crédible. Le 19 mars 1977, Sir de Villiers Graaff et Theo Gerdener, chef du petit parti démocratique (créé en 1973 par un dissident du parti national), annoncent leur accord pour fusionner leurs formations politiques respectives dans un nouveau parti avec pour programme des droits égaux pour tous les groupes raciaux en Afrique du Sud. L'accord ne fait pas l'unanimité. Un groupe de député du parti uni démissionnent pour former un comité pour une opposition unie. Ils entament des discussions avec le parti progressiste réformiste et finalement les rejoignent dans un parti progressiste fédéral. D'autres forment un parti sud-africain ou rejoignent le Parti national au pouvoir.  
Le parti uni et le parti démocratique sont dissous le 28 juin 1977 pour renaitre ensemble, dès le lendemain, en tant que "Parti de la Nouvelle République" (NRP) . Dès le début, le parti est victime de divisions internes concernant le programme et l'organisation du parti. Le 23 juillet, Theo Gerdener jette l'éponge et déclare ne plus soutenir la nouvelle formation. 
Le 30 septembre 1977, Radclyffe Cadman, ancien chef du parti uni au Natal, devient le chef du nouveau parti (et le chef de l'opposition parlementaire) tandis que le 5 octobre 1977, Sir de Villiers Graaff annonce son retrait de la vie politique. 
Dans son programme, le NRP propose de faire un État fédéral ou confédéral en Afrique du Sud. Il est proposé notamment de réformer le parlement en introduisant des chambres séparées pour chaque groupe racial d'Afrique du Sud. Le parlement serait quadricaméral avec une chambre pour les Blancs, une pour les Métis, une pour les Indiens et une pour les Noirs urbains. Si le NRP  ne s'oppose pas au principe de la politique des bantoustans, il souhaite que d'autres moyens plus humanistes soient employés pour sa mise en œuvre.

## Évolution
Lors des élections générales sud-africaines de 1977, le NRP n'obtient que 10 élus (contre 41 à l'ancien Parti Uni dans la législature précédente et 23 au moment de la dissolution de la chambre de l'assemblée). Radclyffe Cadman est lui-même battu dans sa circonscription à Durban ce qui l'amène à renoncer à diriger le parti. 
Lors des élections générales sud-africaines de 1981, le parti parvient à sauvegarder 6 sièges et à garder le gouvernement du conseil provincial de la province du Natal qui avait été le bastion du parti uni.
En 1982, le gouvernement nationaliste annonce la création d'un parlement tricaméral, représentant les blancs, les Métis et les Indiens. Hormis la chambre pour les Noirs, la similitude des points de vue entre les programmes laisse peu de place au NRP qui fait campagne pour le nouveau système parlementaire lors du référendum sur la constitution en 1983.

## Disparition
En 1984, Vause Raw est remplacé comme chef de file par Bill Sutton. 
Le NRP s'effondre lors des élections générales sud-africaines de 1987 ne sauvant qu'un seul de ses sièges (celui de la circonscription de Mooi River). Le parti se dissout en mars 1988. Ses membres rejoignent alors le parti national, le parti indépendant de Denis Worrall ou le parti progressiste fédéral.

## Notables
- George Bartlett, député d'Amanzimtoti